# Tecnifibre
Tecnifibre è un produttore francese di attrezzature sportive, specializzato nel tennis e nello squash. Viene fondata nel 1979 dall'attuale CEO Thierry Maissant. Durante la sua storia, Tecnifibre si è costruita una reputazione a livello mondiale nel mondo del tennis e dello squash. La sua produzione comprende racchette, borse, corde e altri accessori.

## Storia
Inizialmente Tecnifibre si fece conoscere per le sue corde, in special modo per quelle in multifilamento, grazie ad una sua tecnologia proprietaria: “PU400 Inside”. Nel 2004, Tecnifibre decide di ampliare la sua offerta iniziando a produrre racchette per agonisti. Dal 2013 l'azienda è diventata partner ufficiale dell'ATP World Tour e dal 2017 uno degli sponsor ufficiali delle ATP World Tour Finals. A partire dal mese di ottobre dello stesso anno, lo storico marchio francese Lacoste acquisisce Tecnifibre con lo scopo di ampliare la sua offerta di prodotti nel mondo del tennis.

## Racchette da tennis
- T-Fight
- T-Flash
- T-Rebound

## Corde
[COPOLIESTERE]:
- Black Code
- Black Code 4S
- ATP Razor Code
- Pro Red Code
- Pro Red Code Wax

[MULTIFILAMENTO]:
- NRG2
- X-One Biphase
- Multifeel
- HDX Tour

[IBRIDE]:
- Duramix HD

## Sponsorizzazioni Tecnifibre nel tennis

### Uomini
- Daniil Medvedev
- Alexander Bublik
- Corentin Moutet
- Janko Tipsarević
- John Millman
- Denis Istomin
- Denis Kudla
- Aljaz Bedene
- Jérémy Chardy
- Marius Copil
- Filip Peliwo
- Márton Fucsovics
- Gregoire Barrere
- Ze Zhang
- Hiroki Moriya
- Mitchell Krueger
- Nikola Ćirić
- Axel Michon
- Zhe Li
- Dino Marcan
- Maxime Authom
- Daniel Cox
- Henrik Bengtsson
- Sabastian Lavie
- Donald Young

### Donne
- Iga Świątek
- Mathilde Johansson
- Maryna Zanevs'ka (Marina Zanevska)
- Emi Mutaguchi
- Sachia Vickery
- 🇧🇪 Elise Mertens

### Junior
- Omar Jasika
- Nikolai Parodi
- Brian Michael Cernoch

## Racchette da squash
- Carboflex (125 / 130 / 135 grams)
- Suprem (125 / 130 / 135 grams)
- Dynergy (125 / 130 / 135 grams)

## Sponsorizzazioni Tecnifibre nello squash

### Uomini
- Wael El Hindi
- Osama Khalifa
- Mohamed El Shorbagy
- Marwan El Shorbagy
- Thierry Lincou
- Grégoire Marche
- Auguste Dussourd
- Benjamin Aubert
- Enzo Corigliano
- Nathan Lake
- Richie Fallows
- Ben Coleman
- Christopher Gordon
- Andrew Douglas
- Alister Walker
- Miguel Ángel Rodríguez
- Alfredo Ávila
- Farhan Zaman
- Max Lee

### Uomini (corde)
- Ramy Ashour

### Donne
- Nour El Sherbini
- Heba El Torky
- Habiba Mohamed
- Nouran Gohar
- Salma Hany
- Mayar Hany
- Mariam Metwally
- Hania El Hammamy
- Rowan Reda Araby
- Victoria Lust
- Alison Thomson
- Olivia Blatchford
- Dipika Pallikal

### Donne (corde)
- Jenny Duncalf